# Духова Криниця

Духова Криниця

Джерело Духової Криниці

Скульптура Божої Матері

Ду́хова Крини́ця — святе місце в урочищі Вишновець, між селом Сілець та смт Єзупіль (колись Тисменицького),тепер Івано-Франківського району, Івано-Франківської обл. Чудотворне джерело, вода з якого зцілює людей. Відоме з XIII століття.
Розташоване при потоці Єзупільський (притока Бистриці), на північ від села Сілець.
На думку окремих дослідників, у цьому місці існував літописний Іванівський монастир давнього Галича. Найвірогідніше, саме ченці цього монастиря, зруйнованого у часи монголо-татарської навали, заснували у підгір'ї Манявський Скит.
Водою з Духової Криниці освячували перед походами свої знамена воїни Ярослава Осмомисла, Данила Галицького, Семена Височана.
Щороку на свято Івана Христителя до криниці сходилась велика кількість прочан. Велелюдні прощі відбувались у цьому урочищі до 1944 року. Після Другої світової війни була знищена каплиця, збудована у 1878 р., а джерело сплюндровано. Наприкінці 1970-х — на початку 1980-х рр. у день 7 липня людям взагалі заборонялось сюди приходити. Відновлення святого місця почалось з 1990 р. Наступного літа тут освячується церковця Івана Христителя, організовуються нічні чування. У 1998—1999 рр. біля Духової Криниці проводилось свято Духовної пісні. В 2000 році, як дарунок для місцевої церкви, Генеральний Вікарій Івано-Франківської Єпархії привіз намальовану іконописцем Василем Стефураком ікону Богородиці, створену спеціально для цього місця.
Прочани, які щодня їдуть до цієї святині, сподіваються, що з часом тут буде відновлено монастир, а це місце буде розбудовано, як і інші святині Галичини. Адже Духова Криниця має вигідне розташування, бо розташована за 3 км. від автобусної зупинки Вікторів на трасі H09 Мукачеве — Львів.